# Gros-bec masqué
Eophona personata
Pour les articles homonymes, voir Gros-bec.
Espèce
Synonymes
- Coccothraustes personatus 
Temminck & Schlegel, 1848

Statut de conservation UICN

 LC  : Préoccupation mineure
Le Gros-bec masqué (Eophona personata), ikaru (斑鳩 / 鵤) en japonais, est une espèce de passereau de la famille des Fringillidae.

## Comportement

### Alimentation
Elle est dominée par les graines d’arbres feuillus (bouleaux et érables) et de conifères (cèdres et pins) dont le pin blanc de Corée (Pinus koraiensis) qui représente une nourriture importante en automne et en hiver dans le bassin de l’Amour dans l’Est de la Sibérie.

### Mœurs
D’une nature timide et tranquille, cet oiseau se tient habituellement seul, en couples ou en petits groupes, et garde souvent le couvert végétal en privilégiant la couronne des arbres où sa présence est trahie seulement par son chant ou ses cris.

### Nidification

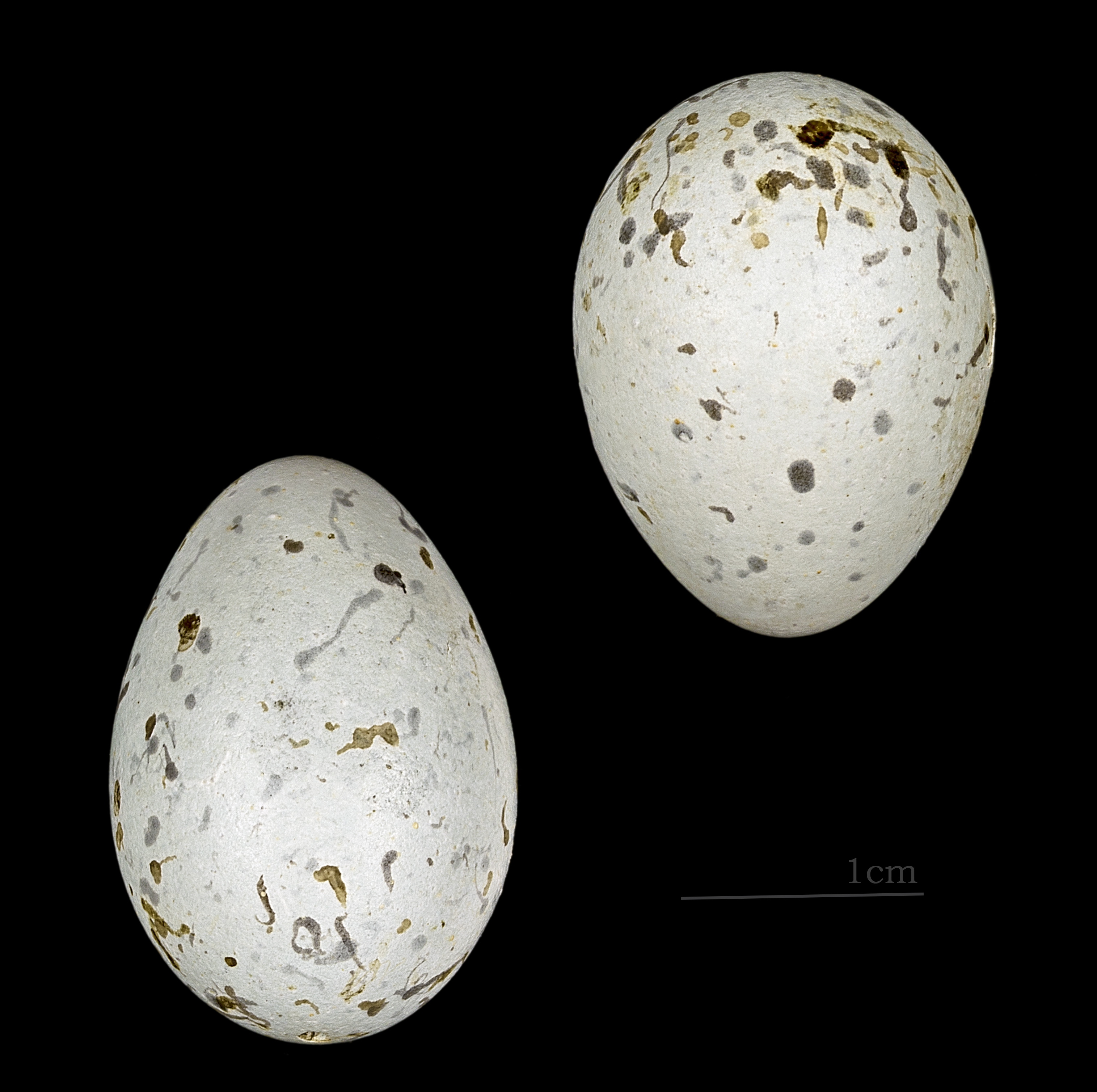
Œufs de Gros-bec masqué Muséum de Toulouse

Le nid n’est pas connu de la littérature mais une photo (in Ottaviani 2008) prise près de Vladivostok, dans la région de Sikhote-Aline, dans l’Est de la Russie, comble cette lacune. Elle montre une coupe massive et profonde, composée extérieurement de gros rameaux d’arbres feuillus puis de larges brins d’herbes et de tiges de graminées avec un revêtement intérieur de plus fins brins d’herbes. Quatre œufs blancs marqués de taches arrondies et de longues vermiculures noires surtout sur le gros pôle avec des sous-motifs plus pâles. Ils ressemblent curieusement davantage à des œufs de bruants que de fringilles. Ce nid est placé à découvert sur une branche d’arbre feuillu.

## Répartition et habitat

### Répartition

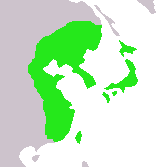
Aire de répartition du Gros-bec masqué.

Cette espèce se rencontre dans l'Est de la Mandchourie, le Nord de la Corée du Nord, le Sikhote-Aline, Hokkaidō, Hondo. Sédentaire seulement dans le centre de Hondo, hiverne dans le Sud de Hondo, Sikok, Kiou-Siou et îles voisines. Hiverne dans le Sud-est de la Chine mais parfois invasionnel selon une bande oblique traversant la Chine jusqu’à la frontière de la Birmanie et une autre longeant la côte est de la Chine.
Il est tantôt sédentaire, tantôt migrateur, quittant les sites de nidification de septembre à novembre, avec parfois des mouvements en décembre et en janvier, pour revenir en avril et en mai. Les populations nordiques de la forme nominale migrent vers le sud et le sud-ouest, dans le Sud du Japon, les îles Riou-Kiou et le Foukien, dans l'Est de la Chine. Il a été signalé comme visiteur occasionnel dans le Sud de la Corée (île Jeju-do), dans les îles Izu et Bonin et erratique à Taiwan. La sous-espèce magnirostris est une migratrice au long cours atteignant le sud de la Chine (Hong Kong en novembre 1985) et le Sud de la Corée.

### Habitat
Ce gros-bec est inféodé aux forêts décidues ou mixtes de conifères et de feuillus caduques, aux bois et aux formations de bouleaux et de chênes, aux vergers, aux parcs et aux grands jardins boisés et apparaît, en hiver, à la lisière des cultures. Sa présence a également été signalée dans des habitats façonnés par l’homme comme la périphérie de Pékin ou le jardin botanique de Shanghai.

## Systématique
L'espèce Eophona personata a été décrite par les ornithologues Coenraad Jacob Temminck et Hermann Schlegel en 1848 sous le nom initial de Coccothraustes personatus.

### Synonyme
- Coccothraustes personatus  Temminck & Schlegel, 1848 (protonyme)

### Sous-espèces
Cet oiseau est représenté par deux sous-espèces :
- Eophona personata personata (Temminck & Schlegel, 1848) nicheur au Japon (Hokkaïdo, Hondo, Sikok, Kiou-Siou) et hivernant dans le Sud de la Chine (rare à Taïwan) ;
- Eophona personata magnirostris Hartert, 1896 de l'est de la Mandchourie, du nord de la Corée du Nord et du Sikhote Alin ; sous-espèce plus grande et plus pâle avec un bec plus gros et la tache alaire blanche plus petite.